# الساندرو گراندونی
الساندرو گراندونی (انگلیسی: Alessandro Grandoni؛ زادهٔ ۲۷ ژوئیهٔ ۱۹۷۷) بازیکن فوتبال اهل ایتالیا است.
از باشگاه‌هایی که در آن بازی کرده‌است می‌توان به باشگاه فوتبال مودنا، باشگاه ورزشی لاتزیو، باشگاه فوتبال تورینو، باشگاه فوتبال سمپدوریا، باشگاه فوتبال لیورنو، و باشگاه فوتبال ترنانا اشاره کرد.
وی همچنین در تیم‌های ملی فوتبال زیر ۲۱ سال ایتالیا بازی کرده‌است.